# Zodarion musarum
Zodarion musarum är en spindelart som beskrevs av Brignoli 1984. Zodarion musarum ingår i släktet Zodarion och familjen Zodariidae.
Artens utbredningsområde är Grekland. Inga underarter finns listade i Catalogue of Life.